# Le Fossat
Le Fossat är en kommun i departementet Ariège i regionen Occitanien i södra Frankrike. Kommunen ligger  i kantonen Le Fossat som ligger i arrondissementet Pamiers. År 2022 hade Le Fossat 1 061 invånare.

## Befolkningsutveckling
Antalet invånare i kommunen Le Fossat
Referens: INSEE